# 근육맨
근육맨(キン肉マン 킨니쿠 망[*])은 유데 타마고의 만화로 쾌걸 근육맨 2세 이전의 내용 에피소드다.

## 등장인물
- 근육맨(근육 스구루)
- 알렉산드리아 미트
- 라면맨
- 로빈 마스크
- 버펄로맨
- 더 닌자
- 스니게이터
- 션샤인